# Vyhlazovací tábor

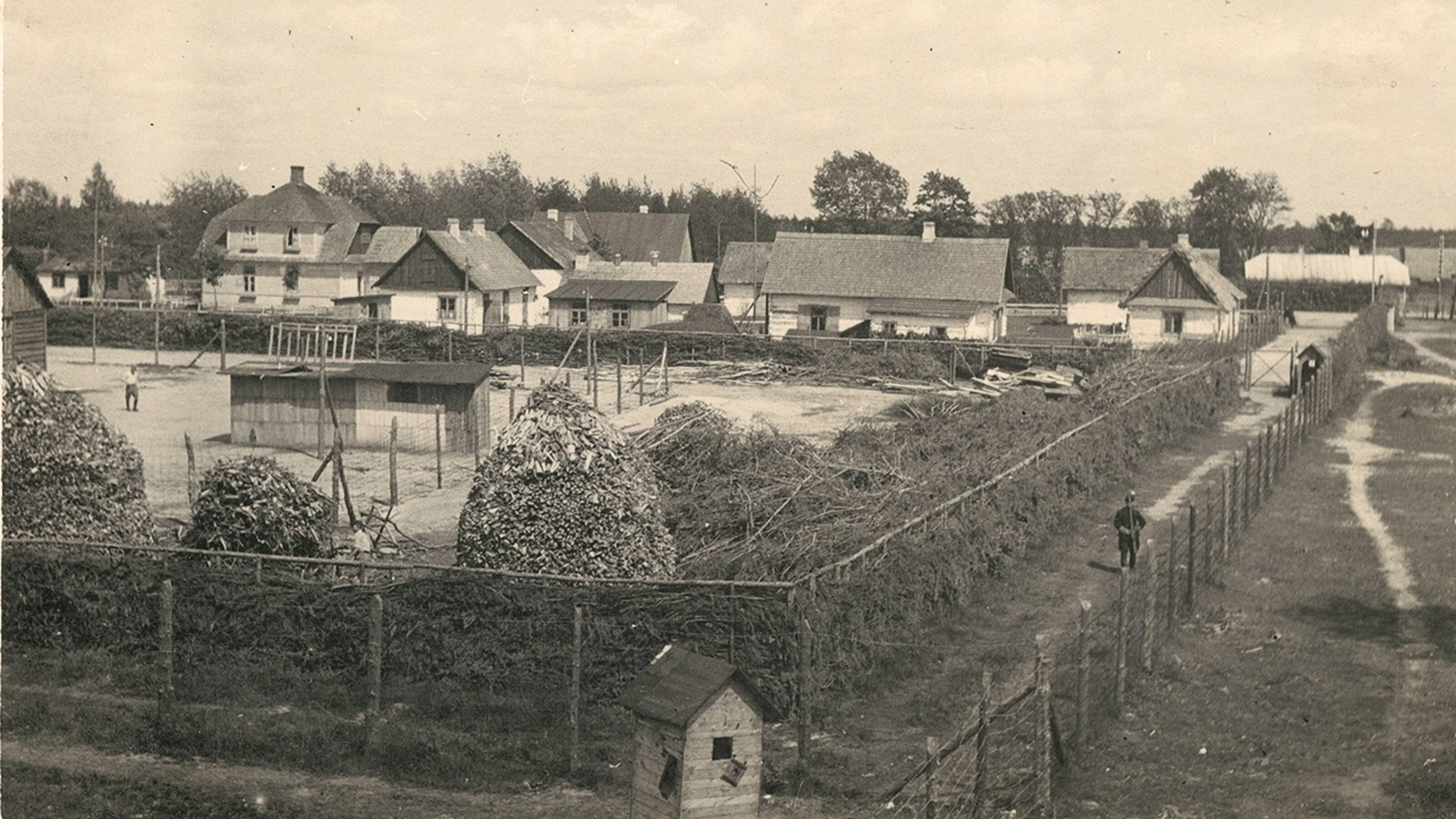
Vyhlazovací tábor Sobibor v létě 1943

Vyhlazovací tábor je označení pro místo, kde dochází ke shromažďování lidí za účelem jejich fyzické likvidace. Jedná se například o nacistické vyhlazovací tábory, budované za druhé světové války nacistickým Německem na území okupovaného Polska. Byla to místa pro likvidaci židů, romů a jiných menšinových skupin, „nepohodlných“ pro nacistickou ideologii.
Vyhlazovací tábory existují dodnes, a to například v provincii Sin-ťiang, kde je internován národ Ujgurů.

## Vyhlazovací tábory druhé světové války
- Chelmno
- Belzec
- Sobibor
- Treblinka
- Osvětim-Březinka